# Козовик Іван Якимович
Козовик Іван Якимович (12 лютого 1928, с. Данилівці, нині Тернопільського району Тернопільської області — 27 вересня 2019) — літературознавець, мовознавець, педагог, релігійний діяч. Кандидат філософських наук (1969), доцент (1972).

## Життєпис
Навчався в українській гімназії (1941—1944) та духовній семінарії (1944—1946] у м. Львів.
Закінчив філологічний факультет (класична філологія) Львівського університету (1957).
Від 1957 — в Івано-Франківському медичному інституті (нині академія): викладач, завідувач кафедри латинської мови (1971—1978), доцент кафедри іноземних мов.
Від 1994 — професор, від 1995 — віце-ректор Івано-Франківського теологічого інституту.
Також був священником УГКЦ у сані митрофорного протоієрея. 
Помер 27 вересня 2019 року.

## Праці
Автор «Словника античної міфології» (К., 1985, 1989), статей із античної літератури, краєзнавства і релігієзнавства; співавтор підручників латинської мови для медичних інститутів (Москва, нині РФ, 1955; К., 1976) і медичних училищ (К., 1988).